# C2H5NS
化学式C2H5NS（摩尔质量：75.13 g/mol）可以指：
- 硫乙醯胺，CAS号：62-55-5
- N-甲基硫代甲酰胺，CAS号：18952-41-5
- 1-亚氨基乙硫醇，CAS号：65680-21-9
- 2-亚氨基乙硫醇，CAS号：101221-40-3
- 1,2-硫杂氮杂环丁烷，CAS号：287-34-3
- 1,3-硫杂氮杂环丁烷，CAS号：6788-80-3
- 甲基硫杂氮杂环丙烷，CAS号：2753130-79-7
- N-甲基硫杂氮杂环丙烷，CAS号：336628-22-9
- 氨基硫杂环丙烷，CAS号：121530-07-2

|  | 这个同类索引页列出了具有相同分子式的化学物（即同分異構體）条目。 除非您是有意链接至本页，否则应将相应条目的内部链接指向正确的条目。 |